# Tuffi ai campionati mondiali di nuoto 2007 - Trampolino 3 metri maschile
La gara dei tuffi dal trampolino 3 metri maschile dei campionati mondiali di nuoto 2007 è stata disputata il 22 e 23 marzo presso il Melbourne Sports and Aquatic Centre di Melbourne.
La gara, alla quale hanno preso parte 46 atleti, si è svolta in tre turni, in ognuno dei quali l'atleta ha eseguito una serie di sei tuffi.
La competizione è stata vinta dal tuffatore cinese Qin Kai, mentre l'argento e il bronzo sono andati rispettivamente al canadese Alexandre Despatie e dal russo Dmitrij Sautin.

## Programma
| Data          | Ora   | Turno        |
| ------------- | ----- | ------------ |
| 22 marzo 2007 | 10:00 | Eliminatorie |
| 23 marzo 2007 | 12:00 | Semifinale   |
| 23 marzo 2007 | 20:30 | Finale       |

## Podio
| Posizione | Atleta             | Nazionalità |
| --------- | ------------------ | ----------- |
| Oro       | Qin Kai            | Cina        |
| Argento   | Alexandre Despatie | Canada      |
| Bronzo    | Dmitrij Sautin     | Russia      |

## Risultati

### Preliminari
I migliori 18 punteggi accedono alla semifinale
| Pos. | Atleta                 | Nazionalità   | Punti  | Note |
| ---- | ---------------------- | ------------- | ------ | ---- |
| 1    | Alexandre Despatie     | Canada        | 486.65 | Q    |
| 2    | Qin Kai                | Cina          | 474.50 | Q    |
| 3    | He Chong               | Cina          | 470.75 | Q    |
| 4    | Dmitrij Sautin         | Russia        | 470.70 | Q    |
| 5    | Troy Dumais            | Stati Uniti   | 456.00 | Q    |
| 6    | Ken Terauchi           | Giappone      | 436.90 | Q    |
| 7    | Nicola Marconi         | Italia        | 432.50 | Q    |
| 8    | Jorge Betancourt       | Cuba          | 429.60 | Q    |
| 9    | Christian Löffler      | Germania      | 424.55 | Q    |
| 10   | Dmytro Lysenko         | Ucraina       | 422.95 | Q    |
| 11   | Aleksandr Dobroskok    | Russia        | 421.40 | Q    |
| 12   | Rommel Pacheco         | Messico       | 406.50 | Q    |
| 13   | Illja Kvaša            | Ucraina       | 405.25 | Q    |
| 14   | Joona Puhakka          | Finlandia     | 405.05 | Q    |
| 15   | Yeoh Ken Nee           | Malaysia      | 402.85 | Q    |
| 16   | Siarhei Kuchmasau      | Bielorussia   | 393.25 | Q    |
| 17   | Scott Robertson        | Australia     | 392.25 | Q    |
| 18   | César Castro           | Brasile       | 383.45 | Q    |
| 19   | Erick Fornaris Álvarez | Cuba          | 383.40 |      |
| 20   | Juan Guillermo Urán    | Colombia      | 382.80 |      |
| 21   | Arturo Miranda         | Canada        | 382.45 |      |
| 22   | Tommaso Marconi        | Italia        | 381.35 |      |
| 23   | Alexandros Manos       | Grecia        | 380.80 |      |
| 24   | Patrick Hausding       | Germania      | 375.95 |      |
| 25   | Javier Illana          | Spagna        | 370.70 |      |
| 26   | Jukka Piekkanen        | Finlandia     | 368.15 |      |
| 27   | Jean−Romain Delaloye   | Svizzera      | 364.85 |      |
| 28   | Son Seong-cheol        | Corea del Sud | 361.00 |      |
| 29   | Luis Villarroel        | Venezuela     | 359.10 |      |
| 30   | Benjamin Swain         | Gran Bretagna | 352.70 |      |
| 31   | Omar Ojeda             | Messico       | 348.85 |      |
| 32   | Daniel Egaña           | Svezia        | 348.10 |      |
| 33   | Constantin Blaha       | Austria       | 341.70 |      |
| 33   | Chris Colwill          | Stati Uniti   | 341.70 |      |
| 35   | Blake Aldridge         | Gran Bretagna | 341.60 |      |
| 36   | Timofei Hordeichik     | Bielorussia   | 338.60 |      |
| 37   | Timo Klami             | Norvegia      | 335.50 |      |
| 38   | Magnus Frick           | Svezia        | 335.35 |      |
| 39   | Ubirajara Barbosa      | Brasile       | 323.60 |      |
| 40   | Víctor Ortega          | Colombia      | 320.55 |      |
| 41   | Emilio Colmenares      | Venezuela     | 313.75 |      |
| 42   | Chola Chanturia        | Georgia       | 284.25 |      |
| 43   | Giorgi Gevorkyan       | Georgia       | 272.90 |      |
| 44   | Jonathan Malusardi     | Svizzera      | 260.05 |      |
| 45   | Sime Peric             | Croazia       | 226.05 |      |
| 46   | Han Seung-hun          | Corea del Sud | 221.05 |      |

### Semifinali
I migliori 12 punteggi accedono alla finale
| Pos. | Atleta              | Nazionalità | Punti  | Note |
| ---- | ------------------- | ----------- | ------ | ---- |
| 1    | Qin Kai             | Cina        | 503.35 | Q    |
| 2    | He Chong            | Cina        | 493.65 | Q    |
| 3    | Ken Terauchi        | Giappone    | 478.55 | Q    |
| 4    | Aleksandr Dobroskok | Russia      | 473.70 | Q    |
| 5    | Alexandre Despatie  | Canada      | 460.95 | Q    |
| 6    | Dmitrij Sautin      | Russia      | 456.40 | Q    |
| 7    | Troy Dumais         | Stati Uniti | 434.80 | Q    |
| 8    | César Castro        | Brasile     | 431.75 | Q    |
| 9    | Jorge Betancourt    | Cuba        | 427.60 | Q    |
| 10   | Dmytro Lysenko      | Ucraina     | 423.95 | Q    |
| 11   | Nicola Marconi      | Italia      | 418.00 | Q    |
| 12   | Siarhei Kuchmasau   | Bielorussia | 410.35 | Q    |
| 13   | Rommel Pacheco      | Messico     | 397.70 |      |
| 14   | Joona Puhakka       | Finlandia   | 371.40 |      |
| 15   | Illja Kvaša         | Ucraina     | 353.75 |      |
| 16   | Yeoh Ken Nee        | Malaysia    | 342.55 |      |
| 17   | Christian Löffler   | Germania    | 319.25 |      |
| 18   | Scott Robertson     | Australia   | 315.45 |      |

### Finale
| Pos.    | Atleta              | Nazionalità | Punti  | Note |
| ------- | ------------------- | ----------- | ------ | ---- |
| Oro     | Qin Kai             | Cina        | 545.35 |      |
| Argento | Alexandre Despatie  | Canada      | 518.65 |      |
| Bronzo  | Dmitrij Sautin      | Russia      | 517.10 |      |
| 4       | Ken Terauchi        | Giappone    | 502.30 |      |
| 5       | Aleksandr Dobroskok | Russia      | 502.20 |      |
| 6       | He Chong            | Cina        | 499.65 |      |
| 7       | Troy Dumais         | Stati Uniti | 487.60 |      |
| 8       | César Castro        | Brasile     | 469.90 |      |
| 9       | Dmytro Lysenko      | Ucraina     | 430.10 |      |
| 10      | Siarhei Kuchmasau   | Bielorussia | 418.45 |      |
| 11      | Jorge Betancourt    | Cuba        | 399.35 |      |
| 12      | Nicola Marconi      | Italia      | 377.65 |      |